# Бёгем, Корнелис
Корнелис Бёгем (нем. Van Beughem; 1638 (или 1639), Эммерих-ам-Райн, Пруссия — после 1710) — прусский библиограф.

## Биография
Родился в 1638 году (по другим данным в 1639 году). Являлся библиографом-самоучкой, составляя библиографии и журнальные статьи. В период с 1665 по 1681 год составил 1800 научных статей, который вошли в научный журнал. Вскоре после успеха научных статей, он стал писать статьи по различным отраслям знаний — по географии, математике, медицине, политике, физики, юриспруденции и прочим отраслям знаний. За свою долгую плодотворную жизнь он опубликовал свыше 3800 научных статей, которые вошли в состав трёх научных журналов и изданы в Амстердаме.
Скончался предположительно после 1710 года.